# Тургенєве (Джанкойський район)
Турге́нєве (до 1948 року — Кирк-Бєль, крим. Qırq Bel) — село Джанкойського району Автономної Республіки Крим. Підпорядковане Медведівській сільській раді. Населення становить 636 осіб.

## Географія
Тургенєве — село на півночі району, в степовому Криму, на східному березі на виступаючому Сиваш півострові (дорога на Чонгар), за півкілометра від автотраси М18 Москва-Сімферополь, висота над рівнем моря — 9 м. Найближчі села: Медведівка — за 0,5 кілометра на захід та Передмістне за 6,5 км на північний схід. Відстань до райцентру — близько 24 кілометрів, найближча залізнична станція — Солоне Озеро — близько 14 км.

## Історія
Село Кирк-Бель (інша назва Новий Кирк), виникло, судячи за доступними історичними документами, в 1920-х роках, так як на карті 1922 року ще не позначене, а вперше зустрічається в Списку населених пунктів Кримської АРСР за Всесоюзним перепиом від 17 грудня 1926 року, згідно з яким Кирк-Бель (або Новий Кирк) входив до складу Таганашської сільради Джанкойського району .
Указом Президії Верховної Ради РРФСР від 18 травня 1948 року, Кирк-Бель перейменували в Тургенєве.
У 2023 році у проєкті Постанови Верховної Ради України «Про перейменування деяких населених пунктів Автономної Республіки Крим» село запропоновано перейменувати на Кирк-Бель.

## Населення
Згідно з переписом УРСР 1989 року чисельність наявного населення села становила 572 особи, з яких 263 чоловіки та 309 жінок.
За переписом населення України 2001 року в селі мешкало 636 осіб.

### Мова
Розподіл населення за рідною мовою за даними перепису 2001 року:
| Мова              | Відсоток |
| ----------------- | -------- |
| кримськотатарська | 41,19 %  |
| російська         | 30,97 %  |
| українська        | 24,84 %  |
| білоруська        | 0,63 %   |
| вірменська        | 0,16 %   |
| інші              | 2,21 %   |